# 8 oktober
8 oktober är den 281:a dagen på året i den gregorianska kalendern (282:a under skottår). Det återstår 84 dagar av året.

## Namnsdagar

### I den svenska almanackan
- Nuvarande – Nils
- Föregående i bokstavsordning
  - Demetrius – Namnet infördes, till minne av Demetrius av Thessaloniki ett helgon, som dog martyrdöden i nuvarande Kroatien 306, på dagens datum 1680, men utgick 1901.
  - Nelly – Namnet infördes på dagens datum 1986, men utgick 2001.
  - Nilla – Namnet infördes på dagens datum 1986, men utgick 1993.
  - Nils – Namnet förekom före 1901 på 6 december, men utgick innan dess. Detta år infördes det istället på dagens datum och har funnits där sedan dess.
  - Pelagius – Namnet fanns, till minne av Pelagius en brittisk munk och teolog (360–435) på dagens datum före 1680, då det utgick.
- Föregående i kronologisk ordning
  - Före 1680 – Pelagius
  - 1680–1900 – Demetrius
  - 1901–1985 – Nils
  - 1986–1992 – Nils, Nilla och Nelly
  - 1993–2000 – Nils och Nelly
  - Från 2001 – Nils
- Källor
  - Brylla, Eva (red.). Namnlängdsboken. Gjøvik: Norstedts ordbok, 2000 ISBN 91-7227-204-X
  - af Klintberg, Bengt. Namnen i almanackan. Gjøvik: Norstedts ordbok, 2001 ISBN 91-7227-292-9

### Finlandssvenska almanackan
- Nuvarande från 2000[1] – Peik
- I föregående revideringar[a][2]
  - 1929–1949 – Ellida
  - 1950–1972 – Harriet
  - 1973–1999 – Frank

## Händelser
- 451 – Konciliet i Chalkedon inleds[3], vid vilket de orientaliskt ortodoxa kyrkorna bryter med de övriga kristna samfunden.
- 1856 – De kinesiska myndigheterna i Guangzhou bordar ett kinesiskt piratfartyg som seglat under engelsk flagg. Detta blir upptakten till det andra opiumkriget.
- 1871 – Stora Chicagobranden, som ödelägger stora delar av Chicago, utbryter.
- 1908 – Det susar i säven (The Wind in the Willows) av Kenneth Grahame publiceras.
- 1916 – Efter totalt 0–24 i fem möten kommer den första svenska segern i fotboll mot Danmark, 4–0.
- 1919 – Luftskeppet "Bodensee" genomför enda landningen av en zeppelinare i Sverige på Gärdet Stockholm.
- 1958 – Den svenske kirurgen Åke Senning opererar för första gången in en pacemaker.
- 1965 – Den för sin tid högsta byggnaden i England, det 188 meter höga Post Office Tower, invigs.
- 1973 – Londons första legala kommersiella radiostation LBC har premiär. Inriktningen är diskussionsprogram och nyheter.
- 2001
  - En flygolycka i Milano inträffar med 118 omkomna.
  - USA anfaller Afghanistan, vilket benämns ”självförsvarsaktion”, men amerikanska styrkor besätter ändå landet vilket mer visar att det är en regelrätt invasion.
- 2004 – Ny motorväg på E4 förbi Örkelljunga och Skånes-Fagerhult öppnas för trafik.
- 2005 – Jordbävningen i Kashmir 2005.
- 2008
  - På den sjunde årsdagen av USA:s anfall mot Afghanistan leder den förre svenske försvarsministern Thage G. Peterson ett fackeltåg i Stockholm, till minne av de afghaner som har dött sedan USA:s invasion.
  - Stockholmsbörsen (OMX Stockholm) sjunker med 6,15 procent (Läs vidare i Finanskrisen 2007–2008).

## Födda
- 1751 – John Shore, 1:e baron Teignmouth, brittisk politiker.
- 1752 – Grímur Jónsson Thorkelín, isländsk politiker.
- 1753 – Sofia Albertina, svensk prinsessa.
- 1783 – Christian Molbech, dansk historiker, utgivare av historiska källskrifter, kritiker med mera.
- 1789 – John Ruggles, amerikansk uppfinnare, jurist och politiker, senator (Maine) 1835–1841.
- 1818 – John Henninger Reagan, amerikansk politiker, senator (Texas) 1887–1891.
- 1826 – Matt Whitaker Ransom, amerikansk politiker, militär och diplomat, senator (North Carolina) 1872–1895.
- 1837 – Wilhelmina Gelhaar, svensk operasångare.
- 1838 – John Hay, amerikansk republikansk politiker, USA:s utrikesminister 1898–1905.
- 1841 – Anders Huss, svensk kronofogde och riksdagsman.
- 1861 – Theodore Roberts, amerikansk skådespelare.
- 1870 – Louis Vierne, fransk organist och tonsättare.
- 1872 – John Cowper Powys, brittisk filosof och författare.
- 1878 – Ivar Arosenius, svensk författare och tecknare.
- 1883 – Otto Warburg, tysk läkare, mottagare av Nobelpriset i fysiologi eller medicin 1931.
- 1884
  - Walter von Reichenau, tysk fältmarskalk.
  - Chauncey Sparks, amerikansk politiker, guvernör i Alabama 1943–1947.
- 1889 – Lapp-Lisa (Anna-Lisa Öst), svensk kristen sångare.
- 1893 – Ragnar Klange, svensk skådespelare och teaterchef.
- 1894 – Carl E. Bailey, amerikansk demokratisk politiker, guvernör i Arkansas 1937–1941.
- 1895
  - Juan Perón, arméöverste och president i Argentina 1946–1955 och 1973–1974.
  - Ahmet Zogu, albansk premiärminister (från 1922), president (från 1925) och senare kung (som Zog I) 1928–1939.
- 1917 – Rodney R. Porter, brittisk biokemist, mottagare av Nobelpriset i fysiologi eller medicin 1972.
- 1918 – Jens Christian Skou, dansk kemist, mottagare av Nobelpriset i kemi 1997.
- 1919 – Kiichi Miyazawa, japansk politiker, premiärminister 1991–1993.
- 1920 – Frank Herbert, amerikansk science fiction-författare.
- 1922 – Nils Liedholm, svensk fotbollsspelare, OS-guld 1948, VM-silver 1958.
- 1925 – Olle Hellbom, svensk filmregissör, Pippi Långstrump, Emil i Lönneberga, Vi på Saltkråkan, etc.
- 1926 – Lars Jansson, svensk författare och konstnär.
- 1927 – César Milstein, argentinsk-brittisk kemist, mottagare av Nobelpriset i fysiologi eller medicin 1984.
- 1935 – Marian Gräns, svensk skådespelare.
- 1938
  - Constantin Abăluță, rumänsk författare och översättare.
  - Fred Stolle, australisk tennisspelare.
- 1939 – Paul Hogan, australisk skådespelare, framförallt känd som Crocodile Dundee.
- 1941 – Jesse Jackson, amerikansk människorättsaktivist och politiker.
- 1943 – Chevy Chase, amerikansk skådespelare och komiker.
- 1944 – Carlos Pace, brasiliansk racerförare.
- 1948
  - Claude Jade, fransk skådespelare.
  - Johnny Ramone, amerikansk musiker.
  - Baldwin Spencer, premiärminister i Antigua och Barbuda 2004–2014.
- 1949 – Sigourney Weaver, amerikansk skådespelare.
- 1952 – Edward Zwick, amerikansk filmregissör, manusförfattare och filmproducent.
- 1954 – Tom Price, amerikansk republikansk politiker.
- 1958 – Al Jourgensen, amerikansk musiker.
- 1960 – Rano Karno, indonesisk skådespelare.
- 1965 – C. J. Ramone (Christopher Joseph Ward), amerikansk basist i punkbandet Ramones mellan åren 1989 och 1996.
- 1966 – Karyn Parsons, amerikansk skådespelare.
- 1968 – Emily Procter, amerikansk skådespelare.
- 1969 – Carl-Einar Häckner (Charly Häckner), svensk, göteborgsk trollkonstnär och artist.
- 1970 – Matt Damon, amerikansk skådespelare.
- 1974
  - Fredrik Modin, svensk ishockeyspelare.
  - Daniel Milton, svensk konstnär.
- 1978 – André Wall, svensk-brittisk låtskrivare, sångare, gitarrist, pianist och före detta tennisspelare.
- 1979 – Kristanna Loken, amerikansk fotomodell och skådespelare.
- 1980 – Robert Skowronski, svensk musiker, medlem i NEXX och Supernatural.
- 1983 – Travis Pastrana, amerikansk världsmästare i freestylemotocross.
- 1985 – Bruno Mars, amerikansk musiker.
- 1990 – David Rundblad, svensk ishockeyspelare.
- 1993 – Angus T. Jones, amerikansk skådespelare.

## Avlidna
- 1317 – Fushimi, japansk kejsare.
- 1354 – Cola di Rienzo, italiensk folkledare (mördad).
- 1575 – Jan Matsys, flamländsk målare.
- 1593 – Jakob Ulfeldt, danskt riksråd 1565.
- 1735 – Yongzheng-kejsaren, kejsare av Kina.
- 1754 – Henry Fielding, brittisk författare och dramatiker.
- 1784 – Barthold Rudolf Hast, finländsk läkare.
- 1823 – Jean N. Destréhan, plantageägare och kreolpolitiker i Louisiana.
- 1834 – François Adrien Boïeldieu, fransk tonsättare.
- 1855 – Samuel Dickinson Hubbard, amerikansk politiker.
- 1856 – Théodore Chassériau, fransk historie- och porträttmålare, gravör.
- 1869 – Franklin Pierce, amerikansk politiker, USA:s president 1853–1857.
- 1878 – Caroline Ridderstolpe, 85, svensk tonsättare gift med Fredrik Ludvig Ridderstolpe landshövding i  militär, Västmanlands län.
- 1879 – George Vickers, amerikansk demokratisk politiker, senator (Maryland) 1868–1873.
- 1895 – Min Myongsong koreansk drottning (mördad).
- 1900 – Fredrik Hederstierna, 71, svensk civilminister och landshövding i Västmanlands län.
- 1904 – Matt Whitaker Ransom, amerikansk politiker, militär och diplomat, senator (North Carolina) 1872–1895.
- 1924 – Ida Högstedt, svensk författare.
- 1940 – Anna Edström, svensk operasångerska.
- 1945 – Felix Salten, österrikisk journalist och författare, upphovsman till Bambi.
- 1949 – Bert H. Miller, amerikansk demokratisk politiker och jurist, senator (Idaho) 1949.
- 1951 – Otto Meyerhof, 67, tysk fysiolog, mottagare av Nobelpriset i fysiologi eller medicin 1922.
- 1953 – Nathanael Beskow, svensk predikant, författare, konstnär och rektor.
- 1953 – Kathleen Ferrier, brittisk operasångare.
- 1967 – Clement Attlee, brittisk premiärminister åren 1945–1951.
- 1972 – Prescott Bush, amerikansk senator för delstaten Connecticut och affärsman. Far till George H.W. Bush och farfar till George W. Bush.
- 1976 – Arne Jones, svensk konstnär.
- 1982
  - Fernando Lamas, argentinsk skådespelare.
  - Philip Noel-Baker, 92, brittisk politiker, diplomat, akademiker och friidrottare, mottagare av Nobels fredspris 1959.
- 1983 – Robert Docking, amerikansk demokratisk politiker, guvernör i Kansas 1967–1975.
- 1985 – John W. Snyder, 90, amerikansk politiker, USA:s finansminister 1946–1953.
- 1991 – Dagmar Lange, svensk deckarförfattare med pseudonymen Maria Lang
- 1992 – Willy Brandt, 78, tysk politiker, förbundskansler i Västtyskland 1969–1974, mottagare av Nobels fredspris 1971.
- 1997 – William B. Spong, amerikansk demokratisk politiker, senator (Virginia) 1966–1973.
- 2001 – Mongo Beti, kamerunsk författare.
- 2002 – Phyllis Calvert, brittisk skådespelare.
- 2007 – Zdzisław Peszkowski, 89, polsk präst.
- 2009 – Lars Werkö, 91, svensk läkare och författare.
- 2010 – Nils Hallberg, 89, svensk skådespelare.
- 2011
  - David Hess, 75, amerikansk skådespelare.
  - Dennis Ritchie, 70, amerikansk datavetare och programmerare.
  - Nina Sorokina, 69, rysk ballerina.
  - Ingvar Wixell, 80, svensk operasångare.
- 2014 – Verner Lindblom, 96, svensk lärare och historiker.
- 2017 – Birgitta Ulfsson, 89, finlandssvensk skådespelare.
- 2018 – Joseph Tydings, 90, amerikansk demokratisk politiker, senator för Maryland 1965–1971.
- 2023
  - Agneta Andersson, 62, kanotist, OS-guld i K1 500 m och K2 500 m 1984, K2 500 m 1996, Svenska Dagbladets guldmedalj 1996.
  - László Sólyom, 81, ungersk politiker, Ungerns president.
  - Burt Young, 83, amerikansk skådespelare.